# Alexandre Christoyannopoulos

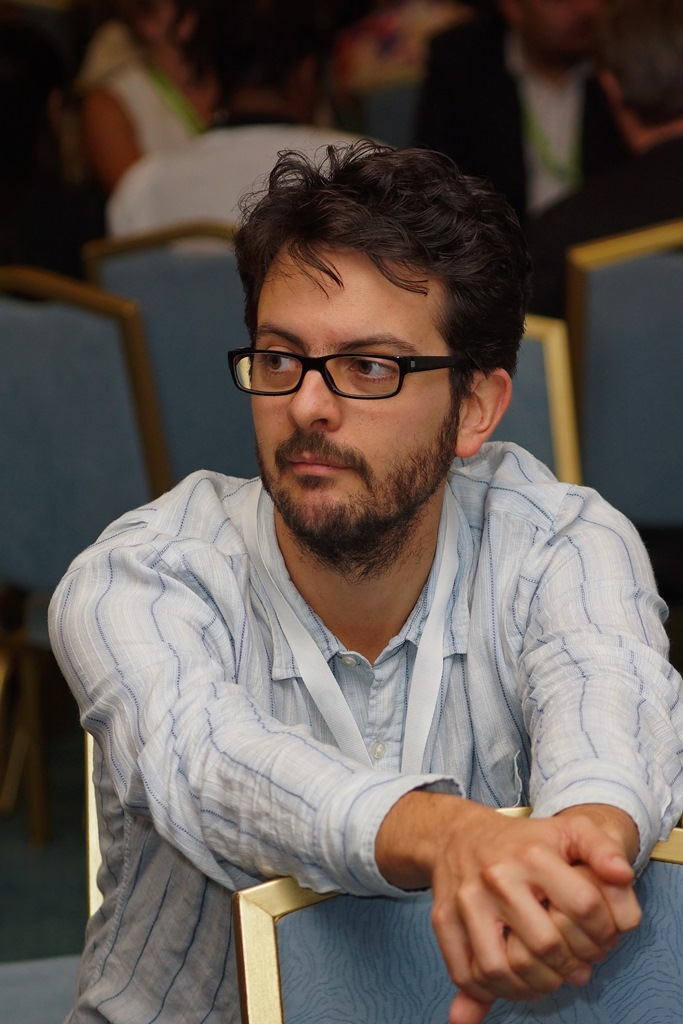
Alexandros Christoyannopoulos beim Rhodes Forum 2014.

Alexandre Christoyannopoulos (Alexandros Christojannopoulos, griechisch Αλέξανδρος Χριστογιαννόπουλος, * 1979, Brüssel, Belgien) ist ein christlich-libertärer, französisch-griechischer Schriftsteller und Essayist.

## Leben
Christoyannopoulos ist Dozent für Politikwissenschaft an der Loughborough University.
2009 verfasste er die Schrift Christian anarchism: a political commentary on the Gospel (dt.: „Christlicher Anarchismus: ein politischer Kommentar zum Evangelium“). Er verortet sich in der Bewegung des Christlichen Anarchismus im Anschluss an Lew Tolstoi und Denker wie Jacques Ellul, Dorothy Day und Aristide Pierre Maurin.

## Werke
- Religious Anarchism: New Perspectives. Cambridge Scholars 2009. ISBN 1-4438-1132-7
- Christian anarchism: a political commentary on the Gospel. Imprint Academic, Exeter 2011. ISBN 978-1-84540-247-1
- Tolstoy’s Political Thought. ISBN 0-415-60402-8

### Artikel
- Leo Tolstoy. In: International Encyclopedia of Revolution and Protest: 1500 to the Present. Blackwell 2009.
- Die Bergpredigt – ein christlich-anarchistisches Manifest. Ausgewählte Passagen libertär interpretiert. In: Christlicher Anarchismus – Facetten einer libertären Strömung. Unrast Verlag 2014. ISBN 978-3897715424 graswurzel.net

### Konferenzen
- Christian Anarchism: A Revolutionary Reading of the Bible. In: Religion, Globalisation and Security section of the World International, Studies Conference in Ljubljana, 23- 26 juillet 2008. researchgate.net
- Him Only Shalt Thou Serve: A Christian anarchist critique of the Westphalian international order. Conférence donnée lors du colloque Rethinking Anarchy: Anarchism and World Politics. Bristol University 18. Juni 2010. cira.ch CIRA.
- Violent, Deceptive, Enslaving and Idolatrous: A Christian anarchist critique of the global political economy / Violente, décevante, esclavisante et idolâtre. Une critique christiano-anarchiste de l’économie politique mondiale. Congrès de la Société internationale de sociologie des religions (SISR), organisé par l’Institut d’études politiques d’Aix-en-Provence, 30 juin–3 juillet 2011. sciencespo-aix.fr (PDF)
- Une critique anarchiste chrétienne de la violence: tendre l’autre joue comme un rejet de l’État. Colloque Religion et contestation, Clermont-Ferrand, 15–16 avril 2014. Institut de recherche pour l’étude des religions; Université Paris-Sorbonne. paris-sorbonne.fr